# Porin Palloilijat
Porin Palloilijat is een Finse voetbalclub uit Pori. Naar Fins gebruik wordt de club afgekort met PoPa. Het werd in 1925 in een theater opgericht en speelde lang in de lagere Finse competities. Tussen 1960 en 1981 was de club inactief. De traditionele kleur is lichtblauw.

## Geschiedenis
Na het faillissement van FC Jazz werd PoPa de grootste club in Pori, maar het juniorenteam van FC Jazz kwam al snel weer op niveau. Ook buurtvereniging Musan Salama kreeg betere tijden, waardoor PoPa in de schaduw kwam te staan van deze twee clubs. 

## Bekende spelers
- Antti Sumiala